# Station Kapelle-op-den-Bos
Station Kapelle-op-den-Bos is een spoorwegstation langs spoorlijn 53 (Schellebelle-Leuven) in de gemeente Kapelle-op-den-Bos. Het is nu een stopplaats. Even verder richting Mechelen gaat de spoorlijn over de Jan Bogaertsbrug over het Zeekanaal Brussel-Schelde.
In de eerste helft van 2012 vonden er werken plaats aan de stationsomgeving. Er kwam een gescheiden tunnel voor voetgangers en fietsers. Ook de perrons en toegangstrappen werden vernieuwd, en er werden extra (eenvoudige, niet-overdekte) fietsenstallingen geplaatst. Hoewel de perrons werden vernieuwd en op standaardhoogte zijn, zijn deze enkel bereikbaar per trap. Zodoende is het station tot op heden niet toegankelijk voor personen met een beperkte mobiliteit.
In 2020 wordt de stationsomgeving vernieuwd: de Spoorwegstraat wordt gesaneerd, er worden nieuwe overdekte fietsenstallingen geplaatst, de parking wordt heraangelegd en de verkeerssituatie wijzigt.

## Galerij

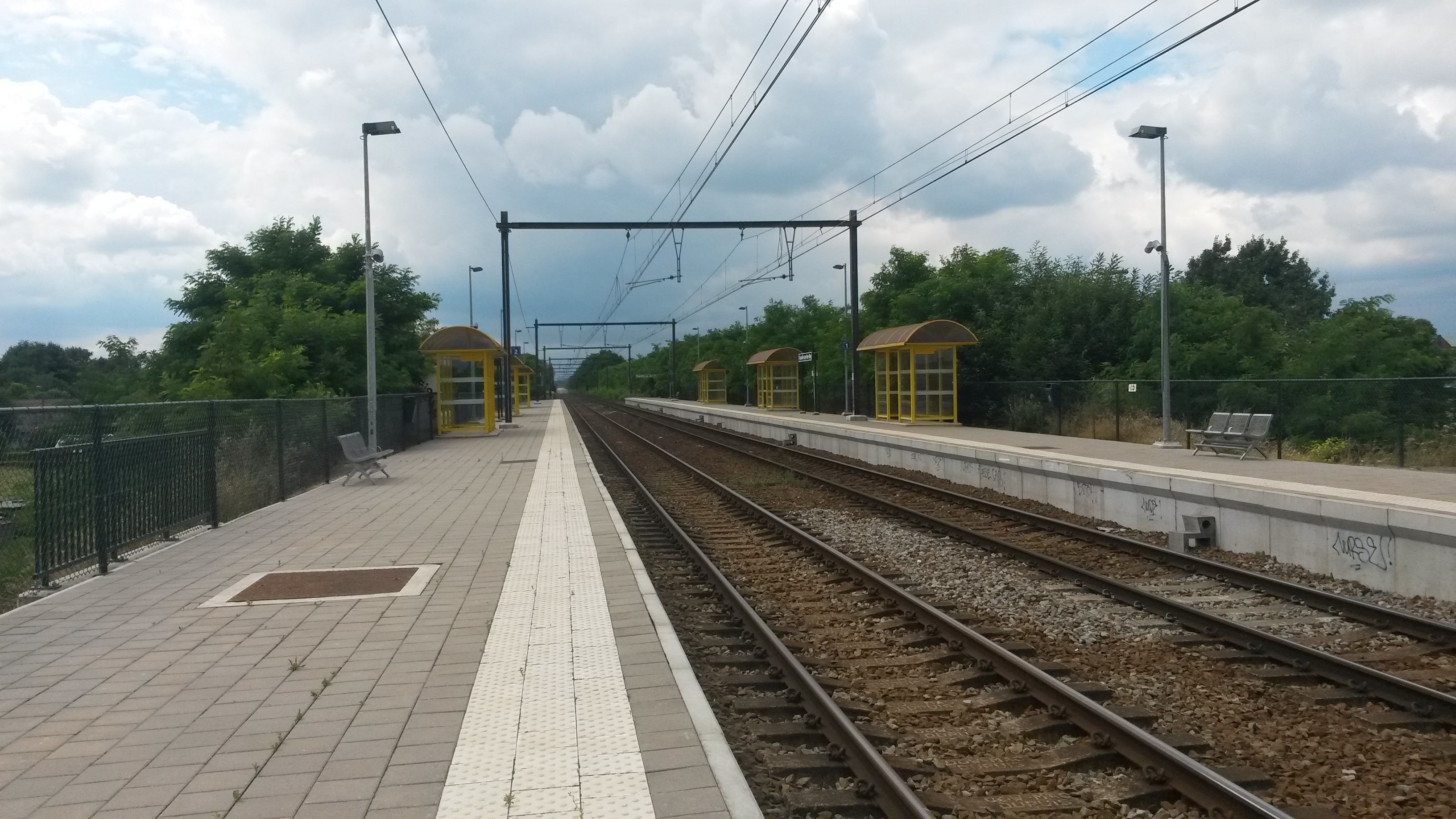
Perrons (2015)
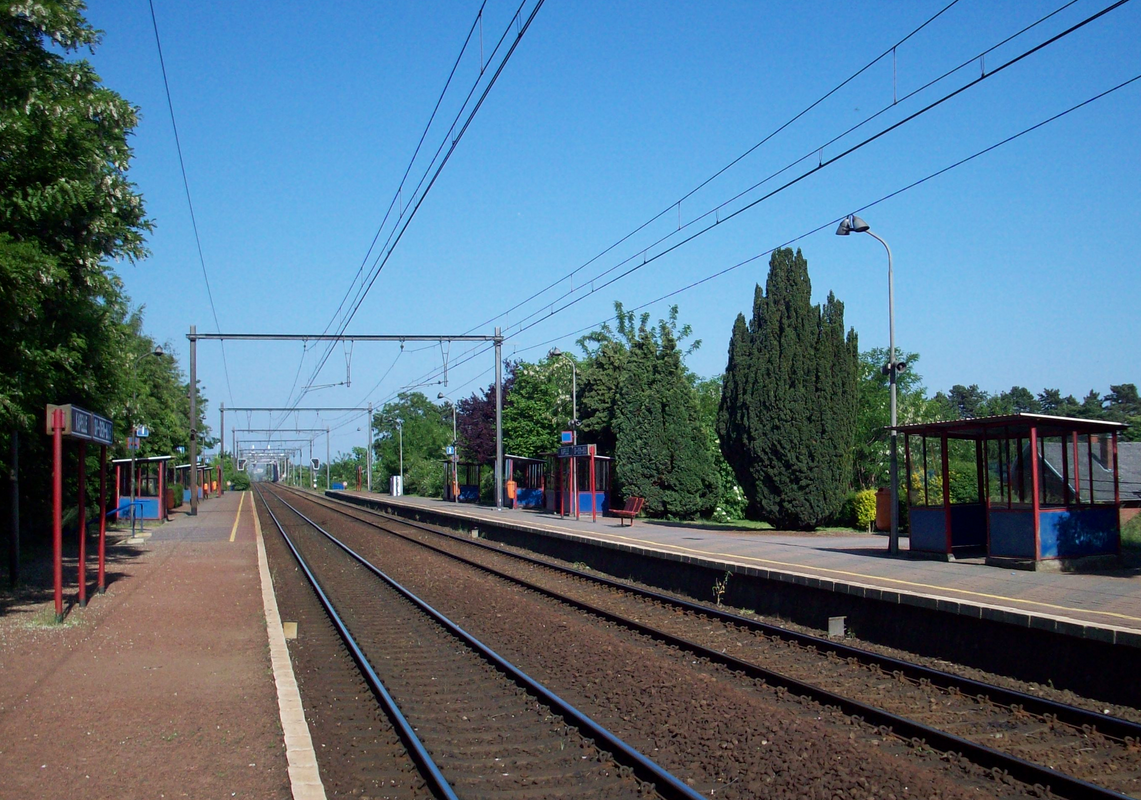
Perrons (2010)
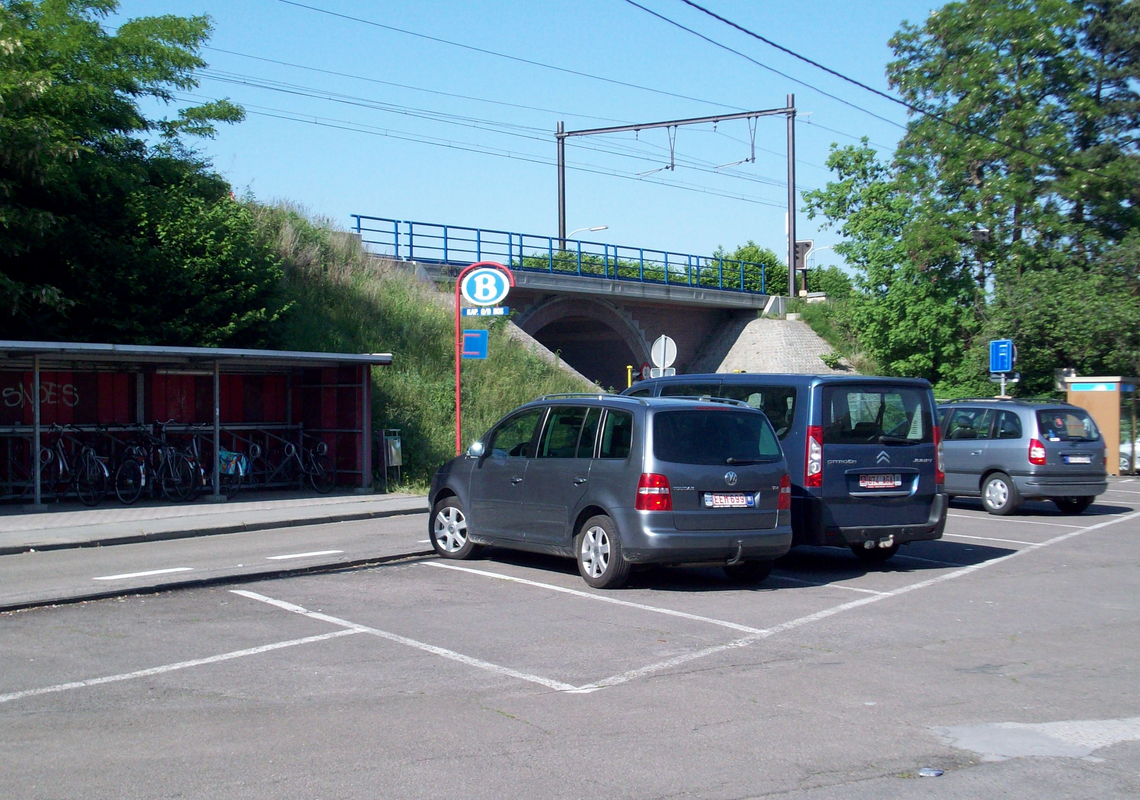
Parking en fietsenstalling aan de voorzijde van het station (2010)
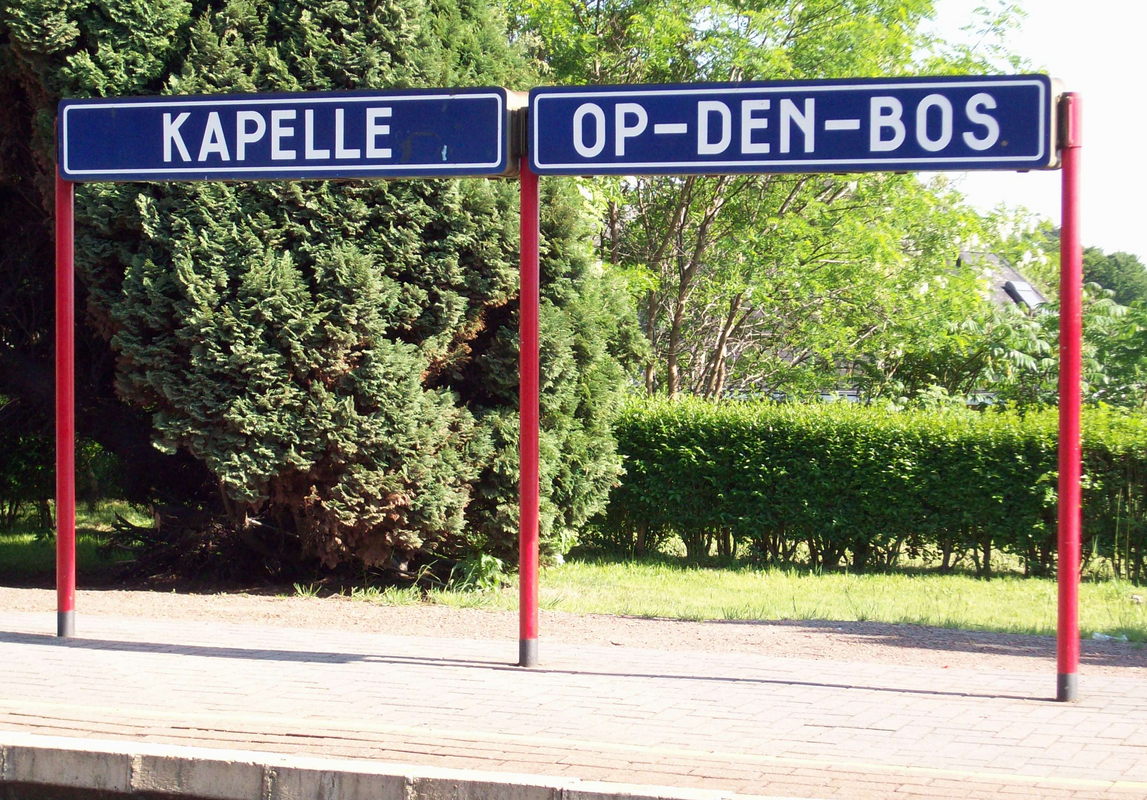
Naambord station Kapelle-op-den-Bos (2010)
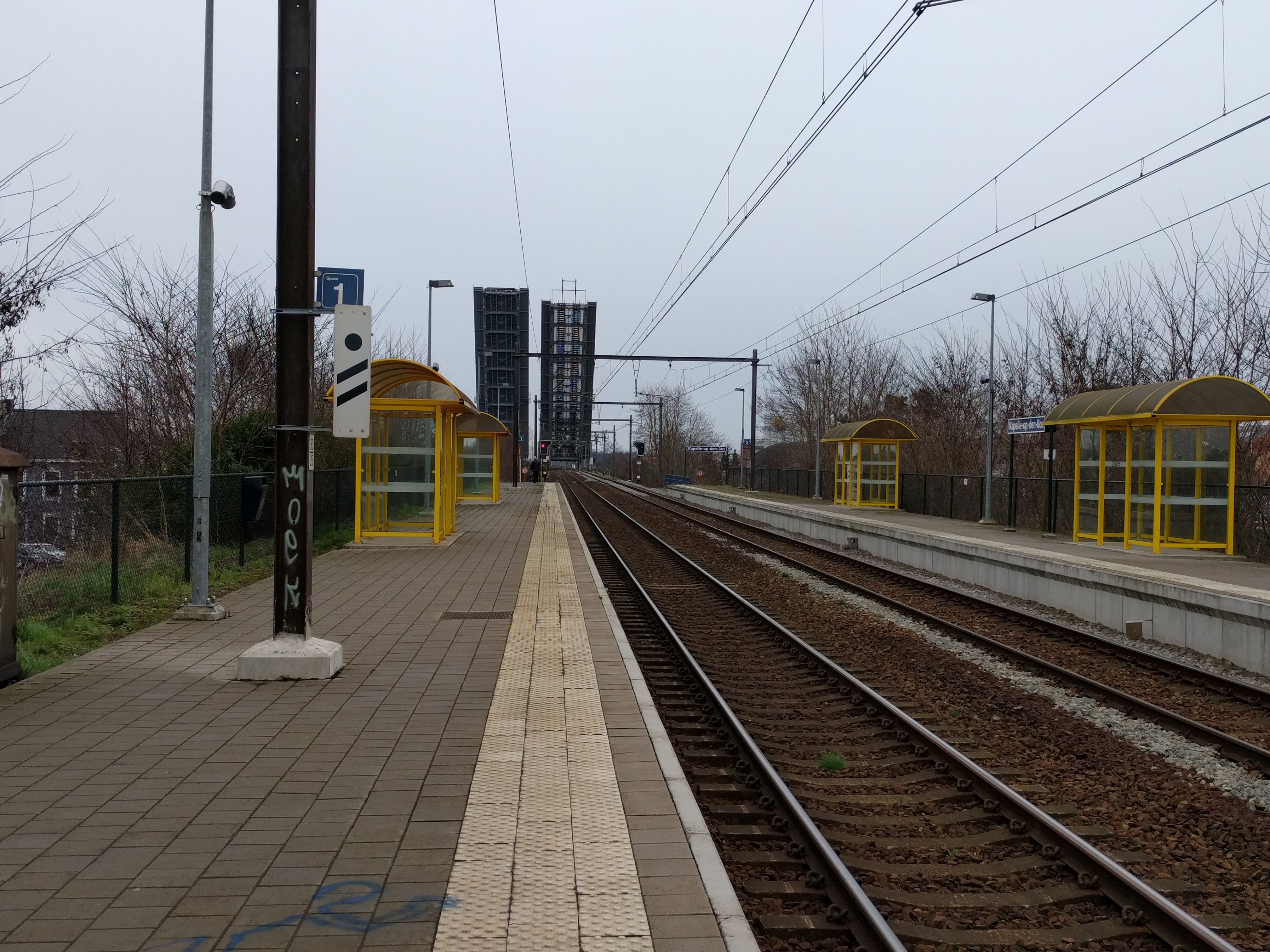
Perrons, met zicht op de brug over het zeekanaal die omhoog is (2017)
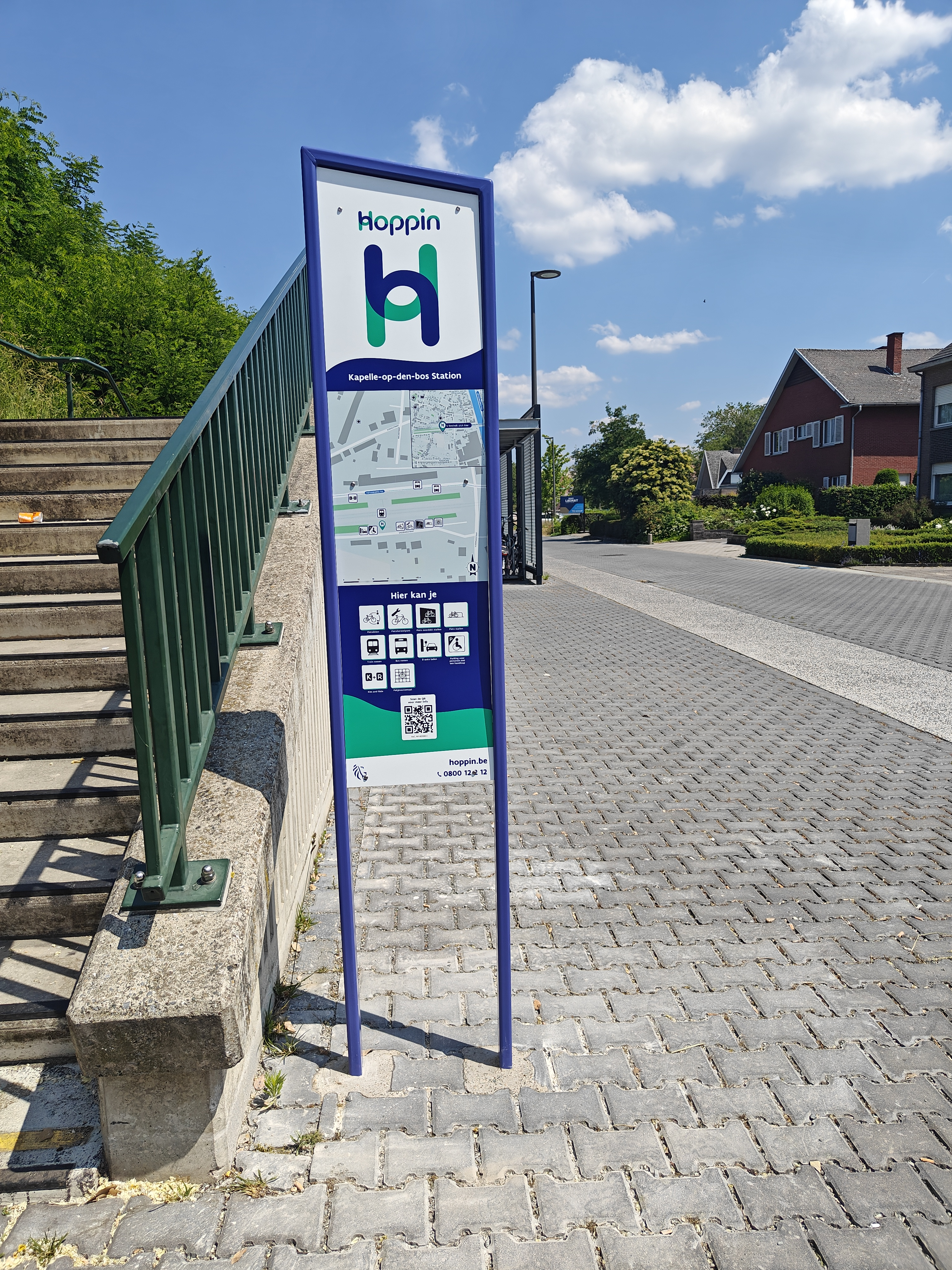
Hoppinzuil (2023)

## Treindienst
| Serie       | Treinsoort          | Route | Bijzonderheden |
| ----------- | ------------------- | --- | --- |
| L 550       | L-trein (NMBS)      | Mechelen – Kapelle-op-den-Bos – Dendermonde – Gent-Sint-Pieters – Brugge – [ Zeebrugge-Strand ] / [ Zeebrugge-Dorp ] | Rijdt in het weekend tussen Zeebrugge-Strand - Gent-Sint-Pieters. Rijdt enkel in juli en augustus in de week tussen Zeebrugge-Strand - Mechelen. |
| L 850       | L-trein (NMBS)      | Mechelen – Kapelle-op-den-Bos – Dendermonde – Gent-Sint-Pieters – Kortrijk                                           | Rijdt alleen in het weekend. |
| P 7090/8090 | Piekuurtrein (NMBS) | [ Sint-Niklaas – ] / [ Dendermonde – Kapelle-op-den-Bos – ] Mechelen – Leuven                                        | Rijdt alleen op werkdagen. Een trein van Dendermonde naar Gent-Sint-Pieters.                                                                     |
| P 7390/8390 | Piekuurtrein (NMBS) | [ Sint-Niklaas – ] / [ Dendermonde – Kapelle-op-den-Bos – ] Mechelen – Leuven                                        | Rijdt alleen op werkdagen. |

## Reizigerstellingen
De grafiek en tabel geven het gemiddeld aantal instappende reizigers weer op een week-, zater- en zondag.
| Tabel: aantal instappende reizigers station Kapelle-op-den-Bos | Tabel: aantal instappende reizigers station Kapelle-op-den-Bos | Tabel: aantal instappende reizigers station Kapelle-op-den-Bos | Tabel: aantal instappende reizigers station Kapelle-op-den-Bos |
|                                                                | Weekdag                                                        | Zaterdag                                                       | Zondag                                                         |
| -------------------------------------------------------------- | -------------------------------------------------------------- | -------------------------------------------------------------- | -------------------------------------------------------------- |
| 1977                                                           | 559                                                            | 54                                                             | 3                                                              |
| 1978                                                           | 572                                                            | 53                                                             | 2                                                              |
| 1979                                                           | 602                                                            | 53                                                             | 9                                                              |
| 1980                                                           | 598                                                            | 61                                                             | 18                                                             |
| 1981                                                           | 476                                                            | 28                                                             | 16                                                             |
| 1982                                                           | 433                                                            | 28                                                             | 19                                                             |
| 1983                                                           | 488                                                            | 40                                                             | 17                                                             |
| 1984                                                           | 500                                                            | 34                                                             | 40                                                             |
| 1985                                                           | 600                                                            | 38                                                             | 35                                                             |
| 1986                                                           | 530                                                            | 33                                                             | 45                                                             |
| 1987                                                           | 400                                                            | 42                                                             | 35                                                             |
| 1988                                                           | 420                                                            | 51                                                             | 43                                                             |
| 1989                                                           | 380                                                            | 43                                                             | 29                                                             |
| 1990                                                           | 445                                                            | 50                                                             | 33                                                             |
| 1991                                                           | 390                                                            | 51                                                             | 45                                                             |
| 1992                                                           | 456                                                            | 49                                                             | 49                                                             |
| 1993                                                           | 568                                                            | 54                                                             | 42                                                             |
| 1994                                                           | 469                                                            | 61                                                             | 72                                                             |
| 1995                                                           | 473                                                            | 88                                                             | 77                                                             |
| 1996                                                           | 503                                                            | 87                                                             | 69                                                             |
| 1997                                                           | 435                                                            | 88                                                             | 74                                                             |
| 1998                                                           | 420                                                            | 121                                                            | 106                                                            |
| 1999                                                           | 433                                                            | 118                                                            | 90                                                             |
| 2000                                                           | 394                                                            | 94                                                             | 109                                                            |
| 2001                                                           | 436                                                            | 101                                                            | 118                                                            |
| 2002                                                           | 425                                                            | 108                                                            | 118                                                            |
| 2003                                                           | 446                                                            | 110                                                            | 120                                                            |
| 2004                                                           | 423                                                            | 88                                                             | 118                                                            |
| 2005                                                           | 487                                                            | 118                                                            | 120                                                            |
| 2006                                                           | 476                                                            | 122                                                            | 162                                                            |
| 2007                                                           | 572                                                            | 128                                                            | 166                                                            |
| 2008                                                           | -                                                              | -                                                              | -                                                              |
| 2009                                                           | 416                                                            | 410                                                            | 160                                                            |
| 2010                                                           | -                                                              | -                                                              | -                                                              |
| 2011                                                           | -                                                              | -                                                              | -                                                              |
| 2012                                                           | 462                                                            | 139                                                            | 217                                                            |
| 2013                                                           | 437                                                            | 126                                                            | 173                                                            |
| 2014                                                           | 491                                                            | 164                                                            | 184                                                            |
| 2015                                                           | 376                                                            | 102                                                            | 117                                                            |
| 2016                                                           | 352                                                            | 137                                                            | 196                                                            |
| 2017                                                           | 379                                                            | 123                                                            | 128                                                            |
| 2018                                                           | 401                                                            | 173                                                            | 159                                                            |
| 2019                                                           | 452                                                            | 144                                                            | 140                                                            |
| 2020                                                           | 235                                                            | 125                                                            | 120                                                            |
| 2021                                                           | -                                                              | -                                                              | -                                                              |
| 2022                                                           | 522                                                            | 199                                                            | 220                                                            |
| 2023                                                           | 584                                                            | 202                                                            | 184                                                            |
| 2024                                                           | 438                                                            | 130                                                            | 166                                                            |

0,0: Schellebelle ·
2,8: Wichelen ·
5,8: Schoonaarde ·
9,7: Oudegem ·
12,5: Dendermonde ·
16,2: Baasrode-Zuid ·
18,2: Koude Haard ·
19,6: Buggenhout ·
21,6: Malderen ·
23,3: Molenheide ·
26,4: Londerzeel ·
28,2: Londerzeel-Oost ·
29,0: Ramsdonk ·
31,0: Kapelle-op-den-Bos ·
34,9: Heike ·
36,6: Hombeek ·
38,8: Brusselsesteenweg ·
39,6: Mechelen ·
42,6: Muizen ·
44,5: Hever ·
46,2: Biststraat ·
48,1: Boortmeerbeek ·
51,4: Haacht ·
52,5: Wespelaar-Heike ·
53,4: Wespelaar-Tildonk ·
55,8: Hambos ·
58,3: Wakkerzeelsesteenweg ·
59,4: Wijgmaal ·
64,1: Leuven